# Achim Brauer
Achim Brauer (* 12. Februar 1958 in Dormagen) ist ein deutscher Geowissenschaftler und Abteilungsleiter der Sektion Klimadynamik und Landschaftsentwicklung am Deutschen GeoForschungsZentrum in Potsdam.

## Leben
Brauer studierte an der Universität Trier physische Geographie; dort wurde er 1988 diplomiert. Seine Diplomarbeit befasste sich mit der Rekonstruktion von Seespiegelveränderungen und Klimaveränderungen im Holozän am Beispiel des Weinfelder Maares. Anschließend arbeitete er für einige Zeit in der Wirtschaft. 1994 wurde er mit der Dissertation Weichselzeitliche Seesedimente des Holzmaars – Warvenchronologie des Hochglazials und Nachweis von Klimaschwankungen promoviert. Er verbrachte einen Forschungsaufenthalt in Frankreich an der Aix-Marseille III und ist seit 1999 am Geoforschungszentrum in Potsdam tätig. Dort habilitierte er in 2000 und ist seit 2010 außerplanmäßiger Professor für Klimadynamik und Landschaftsentwicklung an der Universität Potsdam. Seit 2007 ist er Leiter der Sektion Klimadynamik und Landschaftsentwicklung am GFZ Potsdam.
2023 wurde er korrespondierendes Mitglied der Österreichischen Akademie der Wissenschaften.

## Forschung
Brauer analysierte anhand von Bohrkernen zum Beispiel von Seesedimenten (wie den Eifel-Maaren) die Entwicklung des Erdklimas, befasst sich mit Warvenchronologie und Mikrofaziesanalyse, Quartärgeologie, abruptem Klimawechsel und den Wechselwirkungen von Mensch und Klima.
In seiner Dissertation erweiterte er die Warvenchronologie bis zu 22.500 Jahren BP in eine Zeit des Gletscherverstoßes in Mitteleuropa, für die ansonsten lokal keine Pollen- oder Radiokarbon-Datierungen zur Verfügung standen. Die jahreszeitliche Zuordnung der Sedimentabfolge gelang durch Identifizierung der Periode des 87,7-jährigen Gleißberg-Zyklus (nach Wolfgang Gleißberg) der Sonnenaktivität in den Sedimenten, was gleichzeitig den Nachweis des Einflusses der Sonnenaktivität in den Kaltzeiten der letzten Eiszeit belegte. Er konnte auch einen scharfen Übergang zu organischen Warven vor 13.900 Jahren feststellen (mit einem Übergangsbereich zum Spätglazial von rund 350 Jahren) und in der Hochphase der Vereisung zwei Perioden mit verstärkter Windaktivität, die mit den marinen Heinrich-Ereignissen korrelieren (besonders kalte Klimaphasen).
2008 wies er mit Kollegen aus Bohrkernen des Meerfelder Maars einen abrupten Klimawechsel in Mitteleuropa beim Übergang zur Jüngeren Dryaszeit (ein erneuter Kälteeinbruch am Ende des Spätglazial) nach vor rund 12.700 Jahren, entsprechend einem plötzlichen – von einem Jahr aufs andere – Anstieg der Windstärken aufgrund eines geänderten Zirkulationsmusters wahrscheinlich atlantischer Westströmungen.
2012 fand er einen Zusammenhang zwischen einem Übergang zu einem kühlen, windigeren Klima vor 2800 Jahren in Mitteleuropa (Homerisches Minimum) und einem Minimum solarer Aktivität in Sedimentkernen im Meerfelder Maar (wobei die solare Aktivität an der Häufigkeit des Isotops Beryllium 10 abgelesen wird, die im Minimum der Sonnenaktivität zunimmt). Eine relativ geringe Abschwächung der UV-Strahlung in der oberen Atmosphäre führt dabei nach Brauer und Kollegen zu einer Verlagerung des Jet-Stream und die Daten deuten auf eine abrupte Klimaänderung (innerhalb acht Jahren), die ohne große Verzögerung der Änderung der Sonnenaktivität folgt.
An seinem Institut untersucht er auch den Zusammenhang von Klima und Seesedimenten aufgrund rezenter Prozesse insbesondere am Tiefen See und mit polnischen Kollegen im Czechowski-See der Tucheler Heide in Polen.

## Ehrungen
- Im Jahr 2024 erhielt er die DEUQUA Verdienst-Medaille der Deutschen Quartärvereinigung[9]

## Schriften
- mit Christoph Endres, Christina Günter, Thomas Litt, Martina Stebich, Jörg F.W. Negendank: High resolution sediment and vegetation responses to Younger Dryas climate change in varved lake sediments from Meerfelder Maar, Germany, in: Quaternary Science Reviews 18, 1999, S. 321–329. Abstract